# نقل المحببات

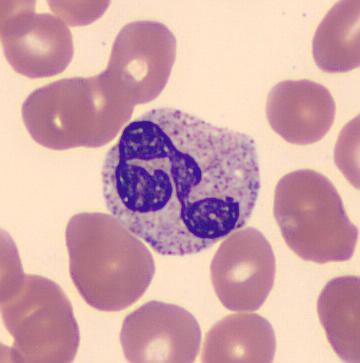
صورة تبين شكل الخلية العدلة كما تظهر في اللطاخة الدموية تحت المجهر

نقل المحببات، هو إجراء طبي تسرب عبره الخلايا المحببة (نوع من خلايا الدم البيضاء) إلى مجرى دم شخص ما. استخدمت عمليات نقل المحببات تاريخيًا لمنع وعلاج الالتهاب لدى الأشخاص الذين يعانون من قلة العدلات، ولكن تراجعت شعبية هذه الممارسة في الثمانينيات. زاد الاهتمام بهذا الإجراء في التسعينيات بسبب تطوير طرق أكثر فعالية في عزل الخلايا المحببة وبسبب ارتفاع عدد الأشخاص الذين عانوا من قلة العدلات الشديدة الناجمة عن ازدياد اللجوء للعلاج الكيميائي. ومع ذلك، ما تزال فعالية العلاج غير مفهومة جيدًا وما يزال استخدامه مثيرًا للجدل.
في معظم الحالات، تعزل الخلايا المحببة عبر فصادة الكريات البيض التي تفصل خلايا الدم البيضاء للمتبرع عن خلايا الدم الحمراء والبلازما. يمكن إعطاء المتبرعين ستيروئيدات قشرية أو عوامل تحفيز مستعمرات الخلايا المحببة لزيادة عدد الخلايا المحببة لديهم قبل سحب الدم منهم. تملك الخلايا المحببة عمر قصير، ولهذا السبب يوصى بنقلها في غضون ساعات من جمعها. تتضمن الآثار الجانبية لعمليات نقل الخلايا المحببة الحمى والنفضان (عرواءات) وبعض الأعراض التنفسية. وذلك بالإضافة إلى خطر الالتهابات المكتسبة بالنقل وتطوير أجسام مضادة لمستضدات الكريات البيضاء البشرية. قد يتداخل هذا الأخير مع عمليات النقل اللاحقة.

## الاستخدامات الطبية
تصنف الخلايا المحببة باعتبارها أحد فئات خلايا الدم البيضاء التي تشمل العدلات والحمضات والأسسات. تعتبر العدلات أكثر المحببات شيوعًا في الدم الطبيعي، وهي تلعب دورًا رئيسيًا في الدفاع عن الجسم ضد الإنتانات، خاصةً تلك التي تسببها الفطريات والجراثيم. يكون الأشخاص الذين يعانون من قلة العدلات الشديدة أكثر عرضةً للإصابة بإنتانات خطيرة. تعتبر زيادة عدد العدلات إحدى طرق الوقاية والعلاج المستخدمة في تدبير الأشخاص المصابين بقلة العدلات. ولهذه الغاية، لجأ الأطباء إلى إعطاء العوامل المحفزة لمستعمرات الخلايا المحببة التي تستهدف نقي العظم وتحرضه على توليد العدلات. ومع ذلك، يعتبر نقل المحببات المباشر من دم المتبرع إلى دم المريض أحد الطرق الأخرى المستخدمة في تدبير نقص العدلات.
اعتبارًا من عام 2015، ظهرت بعض الأدلة التي تدعم فائدة عمليات نقل المحببات في الوقاية تجرثم الدم وتلوثه بالفطور لدى البالغين الذين يعانون من قلة العدلات الناتجة عن العلاج الكيميائي أو زرع الخلايا الجذعية المكونة للدم. ومع ذلك، ما يزال دورها في التأثير على معدل الوفيات أو الآثار الجانبية الرئيسية غير واضح. إضافةً لذلك، ما يزال استخدام عمليات نقل الخلايا المحببة للوقاية من الإنتان أمرًا مثيرًا للجدل بسبب احتمالية حدوث آثار جانبية خطيرة. اقترحت مراجعة عام 2016 أن نقل المحببات قد لا يكون فعالًا في علاج الالتهابات لدى البالغين المصابين بقلة العدلات، على الرغم من انخفاض جودة الدراسات التي أجريت حول الأمر. في كلتا الحالتين، يعتبر هذا النمط من العلاج تجريبيًا.
لا يزال نقل المحببات مستخدمًا في بعض الحالات الخطيرة؛ كما في الحالات التي يعاني فيها مريض قلة العدلات من إنتان مهدد للحياة أو غير مستجيب للعلاج بالمضادات الحيوية. دُرس استخدام نقل المحببات لدى الأشخاص المصابين بفقر الدم اللاتنسجي (وهي حالة لا ينتج فيها نقي العظم ما يكفي من خلايا الدم) وبداء الورم الحبيبي المزمن (وهو اضطراب يملك فيه الشخص عدد طبيعي من العدلات لكنها لا تعمل بشكل صحيح). يلجأ الأطباء لعمليات نقل المحببات لدى حديثي الولادة الذين يعانون من قلة العدلات مع وجود حالة إنتانية. مع ذلك، توصلت دراسة أجريت عام 2011 إلى عدم توفر الأدلة الكافية التي تحدد ما إذا كانت هذه الممارسة فعالة أم لا.